# Zona de Kosi
Kosi (Nepalí: कोशी) fue una de las catorce zonas de la República Federal Democrática de Nepal. La ciudad capital de la Zona de Kosi era Dharan y su ciudad más grande era Biratnagar. Los ríos principales son Arun, Tamar y Sapta Kosi.

## Población
Poseía 2.110.664 habitantes y una superficie de 9.669 kilómetros cuadrados. Lo que nos deja una densidad de 218,3 habitantes por cada kilómetro cuadrado.

## Distritos
Kosi se subdividía internamente en un sexteto de distritos a saber:
- Distrito de Bhojpur
- Distrito de Dhankuta
- Distrito de Morang
- Distrito de Sankhuwasabha
- Distrito de Sunsari
- Distrito de Terhathum

- Datos: Q9170
- Multimedia: Kosi Zone / Q9170